# Claudio Clemente
Claudio Clemente o Claude Clément (a veces latinizado en Claudius Clemens) es un padre jesuita que nació en el condado de Borgoña, entonces perteneciente a la Corona Española. Su obra emblemática es su refutación del pensamiento político de Maquiavelo y de sus secuaces, los llamados Pseudo-Políticos : El maquiavelismo degollado... publicada en 1636 y 1637. Su primera obra conocida la escribió en 1623 : Compendiarium texendæ orationis Artificium, manuscrito inédito del que se conserva una copia manuscrita en la Biblioteca de la Real Academia de la Historia de Madrid.

## Biografía de Claude Clément

### Nacimiento y formación
Claudio Clemente o Claude Clément nació, según las fuentes consultadas en 1594 o 1596 en Ornans, Francia) en Ornans, cerca de Besançon en la actual región de Franche-Comté, entonces Franco Condado de Borgoña, feudo de cultura e idioma franceses pero perteneciente a la Corona de España. Estudia Retórica en Besançon y entra en 1612, en la Compañía de Jesús como novicio en Aviñón.

### Comienzos en Francia como Claude Clément
En Lyon estudió Filosofía y Teología y en el mismo colegio enseñó Gramática y Retórica de 1616 hasta 1625. En este período publica las primeras obras que conocemos con el nombre latín Claudius Clemens. Volvió a sus tierras del Condado de Borgoña en 1626 para terminar su Teología y seguir dando clases de Gramática y Retórica en el colegio jesuita de Dola. Hecha su tercera probación, su reputación lo hizo llamar a Madrid, en el Colegio Imperial (Estudios Reales) para enseñar antigüedades griegas y latinas de la cátedra de Erudición.

### Auge en España como Claudio Clemente
Españolizó su nombre francés Claude Clément en Claudio Clemente, y se aferró a diversas tareas, propias de un polígrafo del período barroco entre las que destaca su conocido tratado de biblioteconomía Musei, sive Bibliothecæ tam privatæ quàm publicæ Extructio, Instructio, Cura, Usus.  Libri IV. Accessit accurata description Regiæ Bibliothecæ S. Laurentij Escurialis. Insuper Paranesis allegorica ad amorem literarum. En el contexto de la guerra de los Treinta Años se siente, como Borgoñón, directamente implicado en el conflicto cuando las tropas de Luis XIII, dirigidas pour el Príncipe Louis de Condé ponen sitio a Dola, capital del Condado de Borgoña. Es en este contexto de las campañas antifrancesas de los años 1635-1636 cuando redacta su obra política. Esta se publica primero en latín en 1636 bajo el título Dissertatio Christiano-Politica ad Philippum IV Regem Catholicum, in qua machiavellismo ex impietatis penetralibus producto & iugulato.... Esta obra se publicará de nuevo en 1637 en una edición ampliada y reorganizada bajo el nombre de Machiavellismus iugulatus à Christiana Sapientia Hispanica & Austriaca. Es de notar que en sus obras en latín, usa el nombre latinizado Claudius Clemens. El mismo año de 1637 publicó la misma obra en una versión levemente modificada y sobre todo traducida de latín a castellano bajo en título de El maquiavelismo degollado por la Cristiana Sabiduría de España y de Austria.
Entre sus obras de mayor difusión destacan por fin sus Tablas cronológicas..., que se publicaron en 1642, y volvieron a editarse, ampliadas, a lo largo del siglo XVII en Zaragoza o Colonia. De Claudio Clemente son la Tabla Chronologica de las Cosas Eclesiasticas mas ilustres de España, desde el Nacimiento de Iesu Christo, hasta el Año M.DC.XLI., la Tabla Chronologica de las Cosas mas ilustres de España, desde su primera poblacion, hasta el nacimiento de Nuestro Señor Iesu-Christo., la Tabla Chronologica de las Cosas politicas mas ilustres de España [...], la Tabla Chronologica de los Descubrimientos, conquistas, fundaciones, Poblaciones, y otras cosas ilustres, assi Ecclesiasticas como Seculares, de las Indias Occidentales, Islas, y Tierra Firme del Mar Oceano [...], la Tabla Chronologica del gobierno ecclesiastico, y secular de las Indias Occidentales, Islas, y Tierra Firme del Mar Oceano [...] y la Tabla Chronologica de los descubrimientos, conquistas, y otras memorias ilustres, assi Ecclesiasticas como Seculares, en la Africa Oriental, India, y Brasil [...].
Claudio Clemente muere el 23 de noviembre de 1642 en Madrid.

### Teoría sobre Bibliotecas
Su teoría sobre la construcción y organización de bibliotecas tiene sus raíces en dos puntos importantes. Por una parte, es un hombre de su época. Los principios del barroco influyeron notablemente sus ideas. Así mismo, el ser miembro de la Compañía de Jesús dictó pautas importantes en los criterios que, según él, debían regir a las bibliotecas. 

Según Clemente, los libros representan el mundo de las ideas y conectan el pasado con el futuro. Por esta razón, los lugares donde son conservados deben reflejar la importancia y la trascendencia de ellos. Clemente abogaba por bibliotecas espléndidas y ricas que inculcaran en los visitantes un sentido de maravilla y reflejaran la importancia del aprendizaje. Por otra parte, como jesuita, Clemente también veía a las bibliotecas como lugares de enriquecimiento del alma dentro de la tradición Católica. Así, echando mano al poder de la iconografía y de las artes visuales que tan diestramente usó la Iglesia, Clemente abogó enfáticamente por el embellecimiento estético de las bibliotecas. Su propuesta sugirió adornarlas con el mismo esplendor que otras importantes edificaciones de la época.

Clemente también proveyó un sistema de clasificación simple, pero efectivo, dividido en 24 tópicos generales, fácilmente adaptable a bibliotecas de diferentes dimensiones.

### El Maquiavelismo degollado
El Maquiavelismo degollado se debe considerar como un ensayo histórico-político mucho más que como una refutación de las teorías de Maquiavelo. Aunque las teorías del Florentino se expusieran y criticaran claramente, demostrando así un buen conocimiento y una lectura asidua de éstas por parte de su autor, El Maquiavelismo degollado critica a todos los “estadistas”: todos los discípulos de Maquiavelo, pero también a todos los pensadores del realismo político desde tiempos antiguos. En su vertiente panfletaria, la obra constituye también una crítica feroz de la Francia de Luis XIII y en particular de la política de alianzas con protestantes del cardenal de Richelieu contra la Monarquía Hispánica. Esa obra sigue así la vena del panfleto Atroces hechos de impíos tiranos… del mismo Claudio Clemente, o Claude Clément.
Aunque conste de tan solo 188 páginas in-cuarto, resumir esa obra erudita resulta imposible. Sin embargo, sus doce capítulos pueden reunirse en cinco bloques semánticos.
1 – el Conciliábulo de los Estadistas
Tras una prudente declaración de sus objetivos (cap. I), una increíble ficción alegórica (cap. II) se nos presenta al autor espiando una ceremonia en forma de misa bautismal en honor a un joven estadista. Esta diabólica inversión de la liturgia católica le permite presentar a los principales santos de esta “iglesia” que venera la razón de Estado.
2 – la mala suerte de los Políticos
Los capítulos III y IV intentan demostrar con ejemplos históricos o inspirados de las Escrituras, que los príncipes o gobernadores que, pragmáticos, se desviaron de las reglas que impone la religión católica, ni en su vida terrenal sacaron de ello beneficio alguno, sino que les esperó un castigo terrible; las más veces una espantosa muerte. El Dios del Maquiavelismo degollado en absoluto es un Dios de misericordia, sino el Dios de los ejércitos, que ejecuta su venganza con el brazo de los soldados y el acero de la espada.
3 – la buena fortuna de los Reyes de España en su acertada política cristiana
En los capítulos V a IX, Claude Clément vuelve a interpretar la historia de España subrayando los inmensos beneficios: territorios, oro, victorias militares, etc. que los monarcas hispánicos sacaron de su alianza con la Iglesia Católica, cuyos sacerdotes “hacen tanto para la entereza de la Fe, y por la seguridad y paz de España, cuanto no pudieran acabar doscientos mil soldados puestos siempre en armas.”
En ese bloque semántico integra Clément su himno a la piedad de los Borgoñones del Franco Condado y a su consiguiente fidelidad al Rey de España. Una fidelidad que les movió a luchar y vencer a los franceses del príncipe de Condé en el reciente sitio de Dola. Clément reproduce la famosa respuesta de los asediados a dicho príncipe francés: 
"Y en quanto a lo que gusta V. E. de avisarnos, en caso de que no atendamos à sus proposiciones , las calamidades, y trabajos, con que nos amenaça, seràn infalibles, tendrà por bien (si le parece) de dezirle, que no tenemos otros, que ser apartados del suave, y justo dominio del gran Monarca nuestro señor, en el cual como siempre abemos vivido con suma felicidad; assi queremos morir gloriosamente, y en la justicia de nuestra causa hazer los ultimos effectos, que se pueden esperar de gente de honor…"
4 – la unidad de la casa de Austria
Los capítulos X y XI presentan los beneficios que los Reyes de España y los Emperadores germánicos sacaron de su alianza y de su lucha contra la herejía, enarbolando la reciente victoria de Nördlingen.
5 – conclusión y degollación de Maquiavelo
El capítulo XII exhorta al Emperador y al Rey de España a continuar la más recia lucha contra los herejes protestantes, degollando a todos los maquiavélicos políticos que, valiéndose de un pragmatismo realista, pudieran aconsejarles optar por una prudente paz.

## Obras
- Clemens, Claudius, Ecclesiae Lugdunensis Christiana simul ac humana maiestas, et stemma illustre, a martyrum profectum fortitudine, deductum per sanctissimorum praelusum, & perillustrium Comitum augustam seriem, & propagatum perpetuo splendore ad haec usque tempora feliciter., 1622. Se editó de nuevo el año siguiente bajo el título Oratio de Christianâ simul & humanâ Maiestate Ecclesiæ Lugdunensis, quam in solenni studiorù instauratione, Lyon, 1623. Posiblemente se volvió a editar en 1628.
- Clemens, Claudius, Descriptio eorum quæ facta sunt in nostro Lugdunensi Collegio, primo ingressu solenni Ludovici XIII. Regis Christianiβimi, & Reginæ uxoris., 1623.
- Clément, Claude, Philippe-Auguste à la journée de Bouvines., 1623.
- Clemens, Claudius, Clemens IV, eruditione, vitæ sanctimonia, rerum gestarum gloriâ et pontificatu maximus seguido de Rodulphi de Chevriers Episcopi Ebroicensis & Cardinalis Albani gentilitius splendor & obitorum munerum ac legationum amplitudo., Lyon, Ioannem Iullieron, 1623. Se editó de nuevo en 1624. Se publicó también en francés.
- Clemens, Claudius, Musei, sive Bibliothecæ tam privatæ quàm publicæ Extructio, Instructio, Cura, Usus. Libri IV. Accessit accurata description Regiæ Bibliothecæ S. Laurentij Escurialis., Lyon, Iacobum Prost, 1635.[9] En esta obra se insertaron escritos menores inéditos como Isagoge ad politiorem litteraturam, Axiomata Philosophica, ad comparandam sibi & tratendam aliis amœniorem eruditionem o  Introductio compendiaria ad Eloquentiam.
- Clemente, Claudio, Dissertatio Christiano-Politica ad Philippum IV Regem Catholicum, in qua Machiavellismo ex impietatis penetralibus producto & iugulato ; firmitas, felicitas, & incrementa Hispanicae Monarchiae, atque Austriacae Maiestatis, gubernationi ex Christianae Sapientiae legibus accepta referentur., Madrid, Francisci Martínez, 1636.
- Clemente, Claudio, Machiavellismus iugulatus à Christiana Sapientia Hispanica & Austriaca. Dissertatio christiano-politica ad Philippum Quartum Regem Catholicum. [...] Altera editio priore auctior singularium & novarum rerum huius temporis accessione., Madrid, Antonium Vazquez, 1637.
- Clemente, Claudio, El Machiavelismo degollado por la Christiana Sabiduría de España y de Austria. Discurso christiano-politico a la Catholica Magestad de Philippo IV. Rey de las Españas. [...] Traducido de la segunda edicion latina, añadida con cosas muy particulares, y del tiempo., Alcalá, Antonio Vazquez, 1637.
- Clemente, Claudio, Tabulas Chronologicas tres de rebus Hispaniæ ante, & post Christum, & res Ecclesiasticas, ac Politicas..., Madrid, 1641.
- Clemente, Claudio et alii, Tablas chronologicas, y breve compendio de las historias mas notables de España, politicas y eclesiasticas..., Madrid, Carlos Sánchez, 1645. Estas tablas siguieron publicándose a lo largo del siglo XVII, bajo diversas formas y amplificadas por otros historiadores.